# Collodaria
A Collodaria a Rhizaria Retaria csoportjába és a sugárállatkák (Radiolaria) törzsébe tartozó rend. A sugárállatkarendek nagy részéhez hasonlóan először Ernst Haeckel írta le, aki a HMS Challenger útjai során gyűjtött sugárállatka-mintákról 3 kötetes kéziratot írt. 3 ismert családja van, a Sphaerozoidae, a Collosphaeridae és a Collophidilidae.
Csupasz tagjai először mintegy 45,6 millió évvel ezelőtt, a pelágikus kovamoszatok diverzitásnövekedésével együtt jelentek meg, kolóniaképző tagjai pedig a Csendes-óceán Egyenlítőhöz közeli részén jelentek meg a mai óceáni vízkeringéssel együtt, ez a primer termelés hatékonyságában változást okozhatott.

## Történet
Ernst Haeckel jelentősen hozzájárult a sugárállatkafajok, benne a Collodaria, leírásához. Tagjait először 1862-ben írták le. 1881-ben Haeckel „rácsos héj nélküli Spumellariaként” írta le.
E rend történetében fontos volt a HMS Challenger útja. A Report on the Scientific Results of the Voyage of H.M.S. Challenger during the years 1873-1876 kézirata szerint a HMS Challenger az angliai Portsmouthból indult 1872 decemberében. E kiegészítő gőzhajtással rendelkező hadihajón fizikusok, kémikusok és biológusok voltak Wyville Thomson vezetésével, akik az élet diverzitását kívánták felfedezni. Ágyúi helyén hosszú mintavevő kötél, huzal, hőmérők, fenékmintavevők és vizes palackok voltak, utazói a tengeri élőlényekből és fosszíliákból gyűjtöttek mintákat. Wyville Thomson halála után utóda, John Murray vezette az út során gyűjtött adatok kiadását és közlését, ekkor a sugárállatka-mintákat Haeckelnek, a Jénai Egyetem akkori professzorának küldték. A szerkesztői megjegyzésekben Murray azt írta, hogy Haeckel Report on the Radiolaria collected by H.M.S. Challengere Haeckel 10 évi lelkesedését foglalja össze. Haeckel beszámolójában a sugárállatkákról szóló összes akkori tudás szerepelt, a régebbi fajok és fosszíliák újra le lettek írva 3 kötetben.
Haeckel közreműködése hozzájárult a sugárállatkák és rendjeik, így a Collodaria morfológiájáról szóló ismeretek alapjához. Azonban 1981-től fontos különbségeket találtak a molekuláris és a haeckeli morfológiai filogenetikai fák közt. Feltehetően a különböző életciklusok önálló fajokkénti azonosítása okozhatott filogenetikai hibákat. Egyes ilyen különbségeket a Collodaria kapcsolatainak kutatásában kiderítettek.

## Élőhely és ökológia
A Collodaria az óceánok egészében megtalálható, de jobbára nyugodt, oligotróf felszíni vizekben gyakoriak. Biard et al. (2015) sok fajt talált az Ádeni-öbölben és az Északi-Csendes-óceánban. The diverse distribution and abundance of Collodaria suggest its significance in ecology and the biogeochemical pathways of the oceans. Mixotrófok, melyek különböző trofikus szinteken vehetnek részt a táplálékhálózatban, mivel számos élőlényt, például ászkarákokat, csillósokat, fitoplanktont és baktériumokat ehetnek. Fontosak a szénmegkötésben, mivel legtöbb fajuk sejtbeli algaszimbiontával rendelkezik (Hollande and Enjumet 1953) A páncélos ostorosok közé tartozó Brandotodium nutricula gyakori endoszimbiontájuk.

## Morfológiai diverzitás
A sugárállatkákban közös morfológia, például az belső endoplazmában lévő axopódiumok, a mag és a metabolikus sejtszervecskék és a központi kapszula által elkülönülő belső és külső endoplazma mellett a legtöbb Collodaria-faj kolóniákat képez. Anderson et al. (1999) megfigyelései szerint ezek alakjai nem fajspecifikusak. A kolónia sejtjei zselés mátrixba rendeződhetnek, méretük néhány millimétertől akár a 3 m-ig terjedhet. Ismertek nagy (akár néhány mm-es) egysejtű fajok. Három váztípusuk ismert: egyesek héjszerű vázat alkotnak központi kapszulájuk körül, mások szilikátos spikulákat hoznak létre, vagy nincs ásványos szerkezetük. A központi kapszulák alakja és sűrűsége változhat fajonként, és taxonómiai ismertetőjegy lehet például a Collophidium és a Collozoum nemzetségek megkülönböztetésében a Sphaerozoidae családban.

## Fosszíliák
Szilikáthéjai gyakran fennmaradnak az üledékben több millió éven át is. A mikropaleontológusok a Collodaria-fosszíliákat kihalt fajok és az élő fajok fejlődésének leírására használják a váz jellemzői, például mérete, tüskeszáma és a függelékek jelenléte alapján. Feltehetően a sugárállatkák a kora paleozoikumban jelentek meg.

## Filogenetikai kapcsolatok

### Testvérrendek
Haeckel munkájában a Collodaria a Radiolaria 1. rendje, definíciója szerint „rácsos héj nélküli Spumellaria”. E definíció tovább bővült olyan élőlényekkel, melyeknek nincs vázuk, vagy több, a központi kapszula körüli kalimmán szétszórtan elhelyezett spikulájuk van. 2015-től a Collodaria definíciója molekuláris filogenetikai jellemzők mentén változott. Haeckel filogenetikájában a második sugárállatkarend, a Sphaerellaria ablakos vagy rácsos héj nyomaival rendelkező sugárállatkákból áll. A 2010-es évektől a sugárállatkák 5 taxonómiai rendben szerepelnek ásványos vázuk anyaga és morfológiája alapján, rendjei a stroncium-szulfát vázas Acantharea, a szilikátvázas Taxopodida és a többcisztás szilikátvázas Collodaria, a Nassellaria és a Spumellaria. Így 4 testvérrendje van, nem 1, mint Haeckel eredeti fájában. A Collodariát, a Nassellariát és a Spumellariát néha egyesítik a Polycystina csoportban hasonló vázösszetételük miatt.

### Családok
Mivel a Collodaria legtöbb faja kolóniaképző, míg mások egysejtűek, a Collodariát életmódjuk alapján 3 családra osztották, ezek a Thalassicollidae, a Collosphaeridae és a Sphaerozoidae voltak. A Thalassicollidae szilikátváz nélküli egysejtűekből állt, a másik két családot a szilikátváz morfológiája különböztette meg. 2012-ben Ishitan et al. filogenetikai elemzéssel 4 további Collodaria-szekvencia alapján 4 családra osztotta a Collodariát, ezek a Thalassicollidae, a Collozoidae, a Collosphaeridae és a Collophidae. Azonban Baird et al. 2015-ös tanulmánya ezt cáfolta. Egy magi riboszomális DNS-ek alapján összeállított filogenetika alapján a váz nélküli spikulás Sphaerozoidae és testvércsoportjai, a vázas Collosphaeridae és a váz nélküli Collophidilidae monofiletikusnak, míg a Thalassicollidae parafiletikusnak bizonyultak. Ennek megerősítésére molekuláris elemzéseket és morfológiákat végeztek. A korábbi hiedelmekkel szemben a Collosphaeridae tagjai egysejtű és kolóniaképző, illetve váz nélküli és vázas fajok. A szilikáttartalmú vázak fajközi eltérését is megfigyelték, ami a morfológiaalapú besorolás bizonytalanságát emelte ki.

## Fordítás
Ez a szócikk részben vagy egészben  a   Collodaria című angol Wikipédia-szócikk ezen változatának fordításán alapul.  Az eredeti cikk szerkesztőit annak laptörténete sorolja fel. Ez a jelzés csupán a megfogalmazás eredetét és a szerzői jogokat jelzi, nem szolgál a cikkben szereplő információk forrásmegjelöléseként.